# Bulli e pupe
Bulli e pupe è un film del 1955 diretto da Joseph L. Mankiewicz. È tratto dal musical Guys and Dolls ispirato alla storia e ai personaggi di Damon Runyon.

## Trama
Nathan Detroit, scommettitore incallito, cerca una cantina dove allestire una bisca clandestina, e la trova nel garage dell'Hotel Biltmore, dove però il proprietario chiede una cauzione di 1.000 dollari.
Cercando di ottenere la somma, Nathan coinvolge un altro giocatore d'azzardo, Sky (Cielo nella versione italiana) Masterson, e gli propone una scommessa apparentemente impossibile; invitare a cena a Cuba, al Cafè Cubana dell'Avana, Miss Sarah Brown, rigidissima sergente dell'Esercito della Salvezza.

Sarah naturalmente rifiuta le galanterie di Sky, ma quando questi furbescamente le propone di riempire le preghiere della sua Missione con una dozzina di scapestrati, lei accetta.

Miss Adelaide, ingenua ed eterna fidanzata mai impalmata da Nathan, intona il suo lamento e la sua commiserazione verso quell'uomo totalmente coinvolto dal gioco d'azzardo.

Ottenuto l'invito a cena, Sky forza le inibizioni della ragazza facendole bere del Bacardi; lei si lascia andare non appena ubriaca, ma il giovane non vuole approfittarne, dimostrando un certo spessore morale. Nel rientro verso la missione, i due scoprono di essersi innamorati l'uno dell'altra, ma il loro momento romantico si infrange quando scoprono che gli incontri di preghiera della Missione sono completamente svuotati; sono andati tutti alla bisca di Nathan, che nel frattempo dava per scontata la sua vittoria con Sky.

Miss Adelaide trema per un raffreddore psicosomatico, causato dall'assenza di un anello nuziale, e medita di lasciare Nathan.

Sky e Sarah fanno i conti con le loro divergenze, ma il ragazzo ormai è convinto di essersi finalmente innamorato seriamente di una donna; non volendo disattendere la promessa fatta a Sarah, vince una scommessa coi ragazzi alla bisca di Nathan, esigendo in premio che si rechino alla Missione dell'amata.
Anche Nathan è costretto, ma così facendo saprà ricucire lo strappo con Adelaide fino alle insperate nozze, alle quali fanno seguito ovviamente quelle tra Sky e Sarah per il lieto fine.

## Riconoscimenti
- 1956 - Premio Oscar
  - Candidatura Miglior fotografia a Harry Stradling Jr.
  - Candidatura Miglior scenografia a Oliver Smith, Joseph C. Wright e Howard Bristol
  - Candidatura Migliori costumi a Irene Sharaff
  - Candidatura Miglior colonna sonora a Jay Blackton e  Cyril J. Mockridge
- 1956 - Golden Globe
  - Miglior film o commedia musicale a Joseph L. Mankiewicz
  - Migliore attrice in un film commedia o musicale
 a Jean Simmons

- 1957 - Premio BAFTA
  - Candidatura Miglior film a Joseph L. Mankiewicz
  - Candidatura Miglior attrice protagonista a Jean Simmons

## Critica
Il film ebbe buone recensioni. Su Rotten Tomatoes il 68% ha dato al film una recensione positiva, con un voto di 6,9/10. Il cast ha avuto buone recensioni. Con un budget di 5.000.000 di dollari, il film ha incassato 13.000.000 di dollari.